# Sheriff (banda)
Sheriff fue una banda canadiense de música rock de principios y mediados de la década de los 80. Adquirieron popularidad y fama con la canción "When I'm with You" que se convirtió en un éxito número 1 del Billboard Hot 100 tras su relanzamiento a principios de 1989.

## Biografía
La banda se formó en el año 1979 en Toronto y estaba conformada por el vocalista Freddy Curci, el guitarrista Steve de Marchi, el teclista Arnold Lanni, el bajista Wolf Hassel y el baterista Ric Dowhan, más tarde reemplazado por Rob Elliott.
En 1982 Sherriff firmó con Capitol Records y publicaron un álbum, llamado también Sheriff, que llegó al puesto 44 en Canadá y al 60 en Estados Unidos. Las canciones más exitosas del álbum fueron "You Remind Me" que alcanzó el Top 40 en Canadá y "When I'm with You", que llegó al número 8 en este país y al 61 en Estados Unidos en 1983.
La banda se separó en 1985 a causa de conflictos internos. Lanni y Hassel formaron el grupo Frozen Ghost y tuvieron algunos éxitos en Canadá como "Should I See", que alcanzó el número 69 en los Estados Unidos.
Seis años después Jay Taylor, director musical de la radio KLUC en Phoenix comenzó a reproducir "When I'm with You" y otras estaciones de radio a nivel nacional siguieron su ejemplo. Esto animó a Capitol Records a relanzar la canción como sencillo, que volvió a entrar en el Billboard Hot 100 y alcanzó el número 1 en febrero de 1989.  
Este éxito llevó a Curci y a Marchi a volver a reunirse y formar la banda Alias. Compusieron éxitos como "Waiting for Love" y "More than Words can Say", que alcanzó el número 1 en Canadá y el 2 en Estados Unidos.
La canción "When I'm with You" fue usada durante la segunda temporada de Cold Case, en la película Joe Dirty y en la serie Rookie Blue.

## Discografía
Álbumes
- Sheriff (1982)[8]
- Sheriff Live (LP Promo) (1983)[9]

Sencillos
- "You Remind Me" (1982)
- "Makin’ My Way" (1983)
- "When I'm with You" (1983)[10]
- "Mama’s Baby" (1983)
- "When I'm with You" (relanzamiento) (1989)[11]